# Стокгольмская художественно-промышленная выставка (1897)
Стокгольмская выставка искусства и промышленности 1897 года (Стокгольмская выставка 1897 года) на острове Юргорден в Стокгольме — выставка-показ достижений Шведской (и Норвежской) индустриализации. Она была организована тогдашним наследным принцем Густавом, будущим королём Густавом V, по случаю 25-летия правления короля Оскара II.
Выставка, открывшаяся 15 мая 1897 года и завершившаяся 3 октября 1897 года, стала четвёртой в серии скандинавских выставок искусства и промышленности, которые ранее проводились в Стокгольме в 1866 году, в Копенгагене в 1872 и 1888 годах.

## Открытие и инаугурация
Оскар II присутствовал на открытии выставки 15 мая, и «прибытие короля на выставку» было заснято на плёнку. Вступительная речь короля также была увековечена записью на фонограф (хотя не им самим, а Эдвардом Унге с похожим голосом). Фрагмент речи Оскара II гласит:
…здесь сама история отвела законное место для великого, мирного Альхярьяртинга, который сейчас собирается/…/Здесь, где в прошлом шведы и готы встретились, примирились, объединились, воспетый Меларен, чья обширная Гефьон, по преданию, прорезала волну Эйстрасалта, где столица Швеции была позже основана свободным и мужественным национальным вождем и графом, который стал не только первым защитником церковного мира, мира женщин и домашнего мира, но и парламентского мира на Севере, - здесь сама история отвела законное место для великого, мирного Альхярьяртинга, который сейчас собирается, здесь шведский народ созвал встречу со своими братьями на Скандинавском полуострове Вестанфьелл, со своими сородичами на берегах Зунда и Бельта, и со своими соседями по ту сторону Балтийского моря, на берегах Невы и «Аура, за мирную конкуренцию в работе спортивной сферы».
На церемонии открытия прозвучала торжественная кантата поэта Карла Сноёльского в честь творения.
В его залы

Услышьте, как зовёт работа.

Под ней

в стальном великолепии.

Услышьте, как свистит пар

Он кипит и шипит!

Машина скрипит

С оглушительным шагом.

Смотрите, как сила сломала

кратчайший путь к своей цели,

новые инструменты отлиты

из гибкой стали!

Как она изобретательно

создала

всё для силы жизни!

Как она исследовала

всё, что дала земля!

## Архитектура
Сто зданий и павильонов было возведено и заполнено в летние месяцы различными экспонатами, представленными 3722 экспонентами. Архитектором выставки был Фердинанд Боберг. На выставке также были показаны первые кинокадры, снятые в Швеции, запечатлевшие прибытие короля Оскара II.
Большой выставочный зал, спроектированный Фердинандом Бобергом и Фредриком Лилльеквистом, с куполом и четырьмя башнями, соединёнными мостами с «короной», был построен лишь временно и был снесён вскоре после выставки. В двух передних башнях располагались лифты, поднимавшие посетителей на смотровую площадку; высота здания составляла почти 100 метров. Здание было построено полностью из дерева.
День открытия прошёл 15 мая 1897 года, а примерно через четыре месяца, в воскресенье, 3 октября, Стокгольмская выставка закрылась, и большая часть зданий была разобрана. Число посетителей составило примерно 1,5 миллиона.

## Описание местности
Выставочная территория занимала западную часть острова Юргорден (Lejonslätten). Проще всего было добраться туда через Юргордсброн, недавно отреставрированный к этому событию, или по более простому временному деревянному мосту рядом с ним. В день премьеры билет стоил 10 крон, но позже цена была снижена до 1,50-2 крон.
Сразу слева от входа на территорию находится Стокгольмский городской павильон, построенный в стиле необарокко по проекту архитектора Густава Викмана. Этот павильон был одним из самых высоко оцененных критиками, поскольку он наглядно рассказывал о развитии Стокгольма в последние годы. Статистические данные, такие как диаграммы и трёхмерные стереограммы, иллюстрировали рост населения города и снижение заболеваемости и преступности.
Среди множества развлечений были и показы «живых картин». Они проходили в специальном зале, расположенном в миниатюрном Старом Стокгольме, который можно назвать первым кинотеатром города. Особый интерес вызвала программа с открытия выставки Оскаром II, которое было показано в тот же день в Стокгольмском дворце. Оскар II «очень ценил возможность увидеть себя на большом экране».
Если следовать по направлению к воде, то можно увидеть рыболовный павильон, сказочную пещеру и, что немаловажно, театральный городок, изображающий «Старый Стокгольм» в масштабе 1:2 (половина размера), представляющий собой упрощенную миниатюрную копию Стокгольма XVI века из дерева и гипса (см. раздел «Старый Стокгольм»). В центре площади стоял большой промышленный павильон Фердинанда Боберга. Внутри него, в роскошном оформлении, предлагались товары индустриального общества. В их основе лежала своего рода перегруженная эстетика, в рамках которой количество товаров само по себе было чем-то впечатляющим.
Боберг также отвечал за создание художественной галереи, где была представлена обширная коллекция работ шведских, скандинавских и других зарубежных художников. Председателем художественной секции был принц Евгений, и, что примечательно, в выставке приняли участие как учёные, так и оппоненты. Их объединяли национальные идеалы и идеи оптимизма развития.
Помимо этих главных достопримечательностей, здесь был машинный зал (ныне Ljungbergshallen в Бурленге) и павильон Liljeholmens Stearinfabriks в форме гигантской свечи. Архитектором был Виктор Дорф, он спроектировал 14-метровый серебряный подсвечник с купольным залом, где демонстрировалось изготовление свечей. Всё это венчала 23-метровая «свеча», выложенная из кирпича наподобие дымохода. Наверху находился прожектор.

## Старый Стокгольм
Старый Стокгольм был миниатюрным городом на Всемирной выставке искусств и промышленности, построенным на мысе Фрамнес. Город был создан архитектором Фредриком Лилльеквистом и его помощником Эриком Харом и представлял собой упрощённую копию Старого города XVI века из дерева и гипса. Миниатюрный город стал одной из главных достопримечательностей выставки, его посетили около 12 000 человек. Улицы и переулки были вымощены настоящим камнем, а фасады зданий (которые на самом деле состояли из деревянных каркасов, покрытых штукатуркой) имитировали кирпич и серый камень. Крыши были покрыты настоящей черепицей. Некоторые дома имели оштукатуренные фасады, а деревянные и фахверковые дома были построены из настоящих материалов. Всё было покрашено и обработано так, что создавалось впечатление, будто оно было старым, «использованным».
Масштаб в основном составлял 1:2 (то есть вдвое меньше), но в итоге уменьшился до 1/3 от реального. Благодаря изменению перспективы была создана иллюзия средневекового фэнтезийного города, имеющего определённую историческую связь со Старым городом и вдохновлённого Висбю. Когда не нашлось подходящих моделей для домов в историческом Старом городе, Лилльеквист заимствовал их из других источников; например, гостиница «Гиллен Воффлан» была копией королевского коттеджа в Эребру.
Старый Стокгольм очень реалистично иллюстрировал не только средневековый Стокгольм, но и новейшие достижения мировой современности. На Розендальсвеген, в Старом Стокгольме, располагался кинотеатр «Люмьер», имевший отдельный вход. 19 июля 1897 года здесь был показан только что снятый фильм «Короли Сиама высадились в гавани». Высадка короля Сиама в Стокгольмском замке была снята шестью днями ранее оператором Эрнестом Флорманом. Этот фильм считается первым полностью шведским фильмом. Другой фильм в репертуаре был снят французским оператором Александром Промио и стал одним из первых шведских полнометражных фильмов под названием «Slagsmål i Gamla Stockholm». Продолжительность фильма — одна минута. Не менее инновационным было рентгеновское излучение, которое демонстрировалось в одной из угловых башен у входа. За 25 эре любой желающий мог пройти сканирование рук и кошелька.

## Машинный зал
Машинный зал (также известный как Бобергсхаллен или Юнгбергсхаллен) был построен к Стокгольмской выставке 1897 года. Здание было одним из самых впечатляющих на территории выставки и занимало площадь около 10 000 квадратных метров. Макетами служат Эйфелева башня и её английский аналог — Хрустальный дворец. Стальной каркас выполнен в стиле модерн, а стены изначально были сделаны из материала, похожего на холст. Это позволяло пропускать свет, и можно было догадаться, что происходит внутри, за расписанными стенами — розовыми снаружи и синими внутри.
Здание было спроектировано Фердинандом Бобергом и построено Фрицем Сёдербергом. Сталь была закуплена на ярмарке у компании Domnarvets Jernverk через управляющего Эрика Юхана Юнгберга за 250 000 шведских крон. Однако позже Юнгберг выкупил здание обратно на тендере за 61 000 шведских крон. Здание было разобрано и перевезено по железной дороге в Бурленге, где оно было установлено вокруг первых бумагоделательных машин на бумажной фабрике в Кварнсведене. Первые детали прибыли в Бурленге в канун Рождества 1898 года. Управляющий Юнгберг получил заказ от компании Stora Kopparberg AB на строительство бумажной фабрики в Кварнсведсфорсене на реке Дальэльвен.

## Архитекторы выставки
Главным архитектором был Фердинанд Боберг, который вместе с Фредриком Дальбергом и Густавом Викманом отвечал за тринадцать выставочных павильонов. Фредрик Лильеквист отвечал за четыре здания и весь миниатюрный город «Старый Стокгольм». Теодор Волин из Мальмё участвовал с двумя павильонами. Среди других архитекторов — Зигге Кронштедт, Виктор Дорф, Эрик Юзефсон, Ларс Исраэль Вальман и Карл Вестман. Всего выставка включала около 90 павильонов.

## Галерея изображений
- Вид с Юргордсброна
- Стокгольмский городской павильон
- Подъем на воздушном шаре
- Зал для парусников